# Doença de lesão mínima
A doença por lesão mínima (DLM) (também conhecida como MCD, glomerulopatia de alteração mínima e doença nil, entre outras) é uma doença renal que causa uma síndrome nefrótica. A síndrome nefrótica leva à perda de quantidades significativas de proteína na urina, o que causa o edema dos tecidos moles e insuficiência renal comumente experimentado por aqueles afetada pela doença. É mais comum em crianças e tem um pico  incidência entre 2 e 3 anos de idade. A MCD é responsável por 10 a 25% dos casos de síndrome nefrótica em adultos. É também a causa mais comum de síndrome nefrótica de causa desconhecida (idiopática) em crianças.
À microscopia eletrônica, identificou-se uma anormalidade freqüentemente presente: a fusão e apagamento dos processos podocitários. Resulta da perda da carga negativa da barreira glomerular, originando um tipo seletivo de proteinúria.
Os pacientes geralmente apresentam um quadro de síndrome nefrótica clássica, com todos os seus sinais e sintomas, muitas vezes influenciado por fatores desencadeantes, como espisódios virais ou infecção respiratória. Existe clara associação com fenômenos atópicos, como asma e eczema.
A DLM pode ser idiopática ou estar associada a uma série de doenças sistêmicas e ao uso de medicamentos - o linfoma de Hodgkin e o uso de anti-inflamatórios não esteróides - derivados do ácido propriônico - são as principais.
O tratamento basea-se em corticoterapia - durante 8 a 12 semanas - e observação da resposta - que costuma ser dramática. Nos casos não-responsivos, muito recidivantes e nos pacientes com mais de 8 anos de idade, é indicada a biopsia renal.
A evolução natural da doença é boa, menos de 5% das crianças portadoras desenvolvem estado de "rim terminal" - quando acompanhadas por 25 anos. Nesse caso, a instabilidade hemodinâmica com choque cardiocirculatório é a complicação mais séria. O quadro pode se associar a peritonite espontânea, freqüentemente causada por Streptococcus pneumoniae.

## Epidemiologia
Pode acometer qualquer faixa etária, sexo raça e região geográfica mas é marcante o predomínio na infâcia. Em crianças de 1 a 6 anos é responsável por 85 a 90% das síndromes nefróticas. O pico de incidência da glomerulonefrite por lesões mínimas ocorre em torno dos três anos de idade, com diminuição de sua freqüência após os 6 anos de idade e mais ainda após a puberdade.
Nos adultos, a glomerulonefrite por lesões mínimas é responsável por 25% das síndromes nefróticas, no entanto, existem outras causas mais comuns.

## Quadro Clínico
O paciente apresenta edema periorbitário e periférico, além de proteinúria. Hipertensão arterial ocorre em cerca de 30% dos casos. Muitos pacientes apresentam discreta alteração da função renal decorrente da hipoalbuminemia e depleção intravascular. Nas lesões mínimas os níveis de complemento são normais.

## Histologia
Não há anormalidade na microscopia óptica. Os túbulos podem apresentar gotículas de lipídeos provenientes da reabsorção de proteínas. A imunofluorescência não mostra depósitos de imuno-complexos. Na microscopia eletrônica a membrana basal é normal e observa-se fusão dos podócitos ao longo da alça capilar.

## Prognóstico
A síndrome nefrótica das lesões mínimas freqüentemente evolui com remissões e recidivas. Crianças tratadas com corticóides por 8 semanas têm 90 a 95% de remissão, nos adultos a taxa é de 70 a 75%. A resposta clínica dos adultos é mais lenta e consideram-se lesões mínimas córtico-resistente somente o paciente que fez uso de corticóides por 16 semanas sem melhora clínica.
Aproximadamente 30% dos adultos apresentam recidiva em um ano e 50% em 5 anos. A maioria dos especialistas trata a primeira recidiva somente com corticóides. Indivíduos com a terceira recidiva ou córtico-resistentes podem ser tratados com ciclofosfamida ou clorambucil.